# Lettera a Pinocchio/Ginge Rock
Lettera a Pinocchio/Ginge Rock è il 45° singolo discografico di Johnny Dorelli, pubblicato nel 1959.

## Descrizione
Lettera a Pinocchio è la cover di un brano omonimo presentato allo Zecchino  d'Oro 1959 da Loredana Taccani e Giusi Guercilena e terzultimo classificato. Su suggerimento dell'autore Mario Panzeri, che credeva molto nel potenziale del brano, si decide di farlo incidere a interpreti adulti. La versione di Johnny Dorelli diventa un immediato successo, rimanendo in vetta alla classifica dei singoli più venduti per 5 settimane consecutive. Questo languido valzer lento dal sapore natalizio consacrerà Dorelli come crooner, diventando così uno dei suoi cavalli di battaglia.
In seguito, la canzone fu inserita nell'LP Johnny Dorelli del 1965, come traccia d'apertura del lato B.
Ginge Rock è la versione italiana di Jingle Bell Rock, celebre canzone natalizia di Bobby Helms del 1957, con un testo italiano adattato sempre da Panzeri. Presente sul lato B del disco.
Il 45 giri, con direzione d'orchestra di Gianni Ferrio e, solo sul lato A, la partecipazione del coro di Renata Cortiglioni, è stato pubblicato per la prima volta nel 1959 su eitchetta CGD con numero di catalogo N 9154 e vanta ben tredici ristampe fino al 1980. 
Anche le copertine differiscono in base alla ristampa: quelle del 1959 vedono una foto di Dorelli col burattino Pinocchio su sfondo celeste, poi rosso nelle ristampe successive. A partire dagli anni sessanta, viene utilizzata una nuova foto di Dorelli col burattino su sfondo verde, mantenuta per tutte le ristampe successive fino agli anni settanta. 
Nel 1980 il singolo viene stampato per l'ultima volta in vinile, abbinato a Tanti auguri a te, sul lato B e con una diversa copertina in cui non compare l'interprete ma un disegno di Pinocchio, con numero di catalogo CGD 10249.

## Tracce
Lato A
1. Lettera a Pinocchio (feat. Il Coro di Voci Bianche di Renata Cortiglioni) – 4:01 (Mario Panzeri)

Lato B
1. Ginge Rock (Jingle Bell Rock) – 2:23 (testo italiano: Mario Panzeri – testo originale e musica: Jim Boothe, Joe Beal)

## Accoglienza
| Classifica (1959) | Posizione massima |
| ----------------- | ----------------- |
| Italia            | 1                 |